# HD 5980
A HD 5980 egy kettőscsillag az NGC 346 ködben. Ez az egyik legfényesebb csillag a Kis Magellán-felhőben, és az egyik legfényesebb ismert csillag. A HD 5980 valószínűleg egy fényes kék változó mintegy 40-60 naptömeggel, míg a HD 5980 B egy kialakult Wolf-Rayet csillag amely mintegy 30 naptömegű.